# Tomáš Zíb
Tomáš Zíb (* 31. ledna 1976, Písek) je bývalý český tenista. Za svoji kariéru vyhrál 1 turnaj ATP ve čtyřhře.

## Finálové účasti na turnajích ATP (2)

### Čtyřhra - výhry (1)
| Č. | Datum          | Turnaj              | Povrch | Spoluhráč   | Finalisté                 | Výsledek |
| 1. | 16. duben 2006 | Valencia, Španělsko | antuka | David Škoch | Lukáš Dlouhý Pavel Vízner | 6-4 6-3  |

### Čtyřhra - prohry (1)
| Č. | Datum         | Turnaj           | Povrch | Spoluhráč  | Vítězové                      | Výsledek    |
| 1. | 27. únor 2005 | Acapulco, Mexiko | antuka | Jiří Vaněk | David Ferrer Santiago Ventura | 6-4 1-6 4-6 |